# اغتيال قضاة المحكمة العليا في إيران 2025
في 18 يناير 2025، وقع هجوم على المحكمة العليا الإيرانية الواقعة داخل قصر العدل في طهران، إيران. ذكرت التقارير الأولية أن إطلاق النار وقع عندما دخل رجل مسلح بسكين، وهاجم حارسًا شخصيًا قبل أن يسيطر على مسدس الحارس الشخصي ويفتح النار. قُتل علي رازيني ومحمد مقيسه، وهما قاضيان شرعيان كبيران، بالرصاص في مكتبيهما. بالإضافة لذلك، أدى الهجوم إلى إصابة قاضٍ آخر وحارس شخصي. كان قضاة الشريعة الإسلامية الذين تم إطلاق النار عليهم متورطين في الحكم على قضايا المتظاهرين والفنانين والناشطين في محاكمات أمام قضاة، ويُقال إنهم لعبوا دورًا في إعدام السجناء السياسيين الإيرانيين عام 1988.
انتحر الجاني بعد وقت قصير من إطلاق النار. ولم يتم الكشف عن هوية المهاجم أو الدافع المحتمل لفعلته.

## الخلفية
وفقًا للمادة 161 من دستور إيران لعام 1979، فإن المحكمة العليا (بالفارسية: ديوان عالی کشور) هي أعلى سلطة قضائية في البلاد، وقد أنشئت "لغرض الإشراف على التنفيذ الصحيح للقوانين من قبل المحاكم، وضمان توحيد الإجراءات القضائية، والوفاء بأي مسؤوليات أخرى توكل إليها بموجب القانون".
وفي عام 2005، اغتيل القاضي مسعود أحمد مقدسي أيضًا.

## الهجوم
وذكرت التقارير الأولية أن إطلاق النار وقع عندما دخل رجل مسلح بسكين إلى الفرع 39 من المحكمة العليا، الواقع داخل قصر العدل في طهران وطعن حارسًا شخصيًا قبل أن يأخذ مسدسه. ثم أطلق المهاجم ست رصاصات، مما أسفر عن مقتل اثنين من كبار القضاة. ووفقًا للمتحدث باسم القضاء الإيراني، فقد تم استهداف ثلاثة قضاة من المحكمة؛ قُتل اثنان منهم وأصيب واحد.
أطلق المهاجم النار على نفسه ومات أثناء فراره من مكان الحادث بعد سماع صفارات الإنذار الخاصة بالشرطة.
وفي بيان إعلامي، قالت السلطة القضائية إن "التحقيقات الأولية تشير إلى أن الجاني ليس له قضايا سابقة في المحكمة العليا ولا كان من زوارها" ووصفت الهجوم بأنه "اغتيال متعمد". ولم يتم الكشف عن هوية المهاجم أو الدافع المحتمل.

## الضحايا

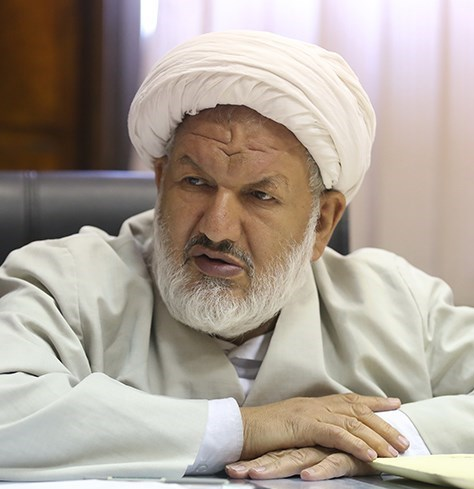
علي رازيني

علي رازيني (بالفارسية: علی رازينی؛ 23 مايو 1953 - 18 يناير 2025) كان قاضيًا وسياسيًا إيرانيًا. خدم في مجلس خبراء القيادة من عام 2007 إلى عام 2016. كان رازيني هدفًا لمحاولة اغتيال في عام 1998. في وقت اغتياله، كان يبلغ من العمر 71 عامًا.

### محمد مقيسة
محمد مقیسه (بالفارسية: محمد مقیسه؛ 1956 - 18 يناير 2025) كان قاضيًا إيرانيًا، خدم في المحكمة العليا في إيران من عام 2020 حتى وفاته. كان مقیسه (مقيسه) قاضي الحكم على نسرين ستوده وحكم في قضية حسين رجبيان تم فرض عقوبات عليه في ديسمبر 2019 من قبل مكتب مراقبة الأصول الأجنبية التابع لوزارة الخزانة الأمريكية (OFAC) "وفقًا للأمر التنفيذي 13846 لمشاركته في الرقابة وغيرها من الأنشطة فيما يتعلق بإيران في أو بعد 12 يوليو 2009 والتي تحظر أو تحد من أو تعاقب على ممارسة حرية التعبير أو التجمع من قبل مواطني إيران". في وقت اغتياله، كان يبلغ من العمر 68 عامًا.

## التباعيات
وفي رسالة، قدم المرشد الأعلى علي خامنئي تعازيه لـ "استشهاد" القاضيين. كما أشاد خامنئي بهما باعتبارهما إخوة مجاهدين. وقال الرئيس مسعود بزشكيان إن هذا العمل "الإرهابي والجبان" يجب أن يتم ملاحقته بسرعة من قبل قوات الأمن وأجهزة إنفاذ القانون.
صرح المتحدث باسم القضاء الإيراني أصغر جهانجير أن القضاة كانوا يعملون على "قضايا الأمن القومي، بما في ذلك التجسس والإرهاب". ووفقًا لصحيفة طهران تايمز التابعة للدولة ، فقد تم اعتقال عدد من الأشخاص الذين يعملون في مبنى المحكمة حيث وقع الهجوم.